# オライオン (DCコミックス)
オライオン（英: Orion）は、DCコミックスの出版するアメリカン・コミックスに登場する架空のスーパーヒーロー。ジャック・カービーによって創造され、1971年の"New Gods #1"で初登場した。

## 人物
オライオンは元々アポコリプスのニューゴッズの1人で、ダークサイドとティグラとの間に生まれた。しかしながら、ニュージェネシスとアポコリプスの和平交渉のためにスコット・フリーと交換させられ、ニュージェネシスのハイファーザーのもとで育てられる。ハイファーザーはオライオンを実の息子のように育て、怒りの感情をコントロールする術を教えた。成長したオライオンはニュージェネシスの強力な戦士となり、自身の出生の真実も知るが、ニュージェネシスで過ごす中で得た友人のライトレイと共にヒーローとして活躍していく。

## 他のバージョン
- 1996年のミニシリーズ『キングダム・カム』ではダークサイド亡き後、アポコリプスの支配者となっている。オライオン自身は独裁制を廃止しようとしたが、国民が思想に染まっているため不本意ながら受け入れている。また、容姿がよりダークサイドに似てきている。
- 2005年のミニシリーズ『Seven Soldiers』ではアフリカ系アメリカ人となっている。

## 書誌情報
| タイトル                        | 収録内容 | 発売日    | ISBN           |
| ------------------------------- | --- | --------- | -------------- |
| Orion: The Gates of Apokolips   | Orion #1-5 | 2001年3月 | 978-1563897788 |
| Orion Omnibus                   | Orion #1-25, and Jack Kirby's Fourth World #9-11,13 | 2015年4月 | 978-1401255350 |
| Orion by Walt Simonson Book One | Orion #1-11, Showcase'94 #1, DC Universe Holiday Bash #1, New Gods Secret Files #1, Secret Origins Of Super-Villains 80Page Giant #1 and Legends Of The DC Universe 80page Giant #2 | 2018年7月 | 978-1401274870 |

## その他のメディア

### アニメ
スーパーマン (1996年-2000年)
声 - スティーブ・シャーンドル
ジャスティス・リーグ (2001年-2006年)
声 - ロン・パールマン
ジャスティス・リーグ:ゴッド&モンスター (2015年)
声 - ジョシュ・キートン

### ゲーム
LEGO バットマン3 ザ・ゲーム ゴッサムから宇宙へ (2014年)
声 - ノーラン・ノース